# David Gandy
David James Gandy (Billericay, 19 febbraio 1980) è un supermodello britannico.
È conosciuto soprattutto per la pubblicità del profumo di Dolce & Gabbana "Light Blue", di cui è testimonial dal 2007.
L'aumento della sua popolarità e il riconoscimento del suo nome è stato determinato dalle miriadi di copertine di riviste, editoriali, servizi fotografici, interviste e premi di settore. Ha continuato a partecipare a progetti legati alla moda e progetti personali come la scrittura di un blog per Vogue, scrivendo recensioni per GQ, inoltre è stato protagonista di applicazioni mobili e opere di beneficenza. 

## Biografia
È cresciuto in Essex in una famiglia della classe operaia. 

### Carriera
In gioventù, Gandy voleva essere un veterinario, ma i suoi voti non erano abbastanza alti per soddisfare gli standard necessari per quella linea di studio. Così, mentre studiava informatica multimediale, andò a lavorare per Auto Express, consegnando gli ultimi modelli di Porsche e Jaguar in pista per i test. Prima di laurearsi presso l'Università di Gloucestershire, con una laurea in marketing, il suo coinquilino (a sua insaputa) lo iscrisse ad un concorso per modelli su ITV's "This Morning" ospitato da Richard e Judy. 
All'età di 21 anni Gandy ha vinto il concorso che includeva un contratto con la Select Model Management a Londra.

### Modello

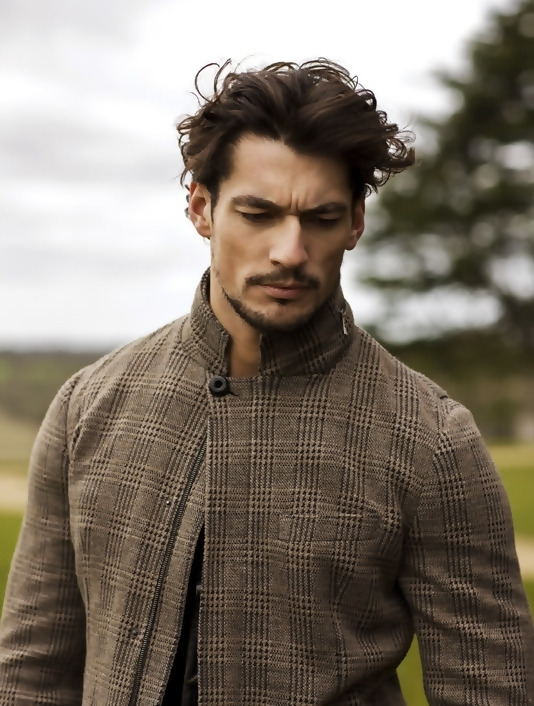
David Gandy per il giapponese GQ di Arnaldo Anaya-Lucca (2009)

Durante i primi anni della sua carriera, Gandy ha lavorato come modello per una serie di aziende nel mondo, tra cui: Lucky Brand, Breil, Stefanel, Carolina Herrera, Zegna, Massimo Dutti ed altri. Viene fotografato da Mario Testino per Vogue, dove in un servizio fotografico veste i panni di Superman. 
Nel 2006, è diventato il volto di Dolce & Gabbana, protagonista annualmente nelle loro campagne di abbigliamento e sfilate di moda fino al 2011, lavorando con donne top model come Gemma Ward, e Naomi Campbell così come i modelli maschili tra cui Noah Mills, Tony Ward e Adam Senn. È conosciuto soprattutto per la pubblicità 2007 del profumo di Dolce & Gabbana "Light Blue" (girato dal fotografo Mario Testino), che ha avuto 11 milioni di contatti on-line e ha visto un cartellone di 50 piedi che lo raffigurava in Times Square. Ha posato per il loro calendario 2008, realizzato dal fotografo, Mariano Vivanco.
Nel febbraio 2009 partecipa come valletto della finale del Festival di Sanremo affiancando i conduttori nella presentazione della manifestazione. Nel 2009, la rivista Forbes ha classificato David Gandy al terzo posto nella classifica dei modelli di maggior successo nell'anno precedente.
Nell'ottobre 2009 appare al fianco dell'attrice Scarlett Johansson in una campagna pubblicitaria per la linea di cosmetici. Partecipa, inoltre, anche alla seconda campagna del profumo "Light Blue" nel 2010, questa volta con Anna Jagodzińska.
Nel 2011, Dolce e Gabbana hanno pubblicato il libro "David Gandy by Dolce & Gabbana", 280-pagine di immagini, che raccontano i loro anni di collaborazione; il volume ha destato un certo scalpore per le numerose immagini esplicite che ritraggono Gandy completamente nudo. 

Nel 2010, è impegnato anche in un cortometraggio promozionale per W Hotels con Helena Christensen dal titolo  "Away We Stay".

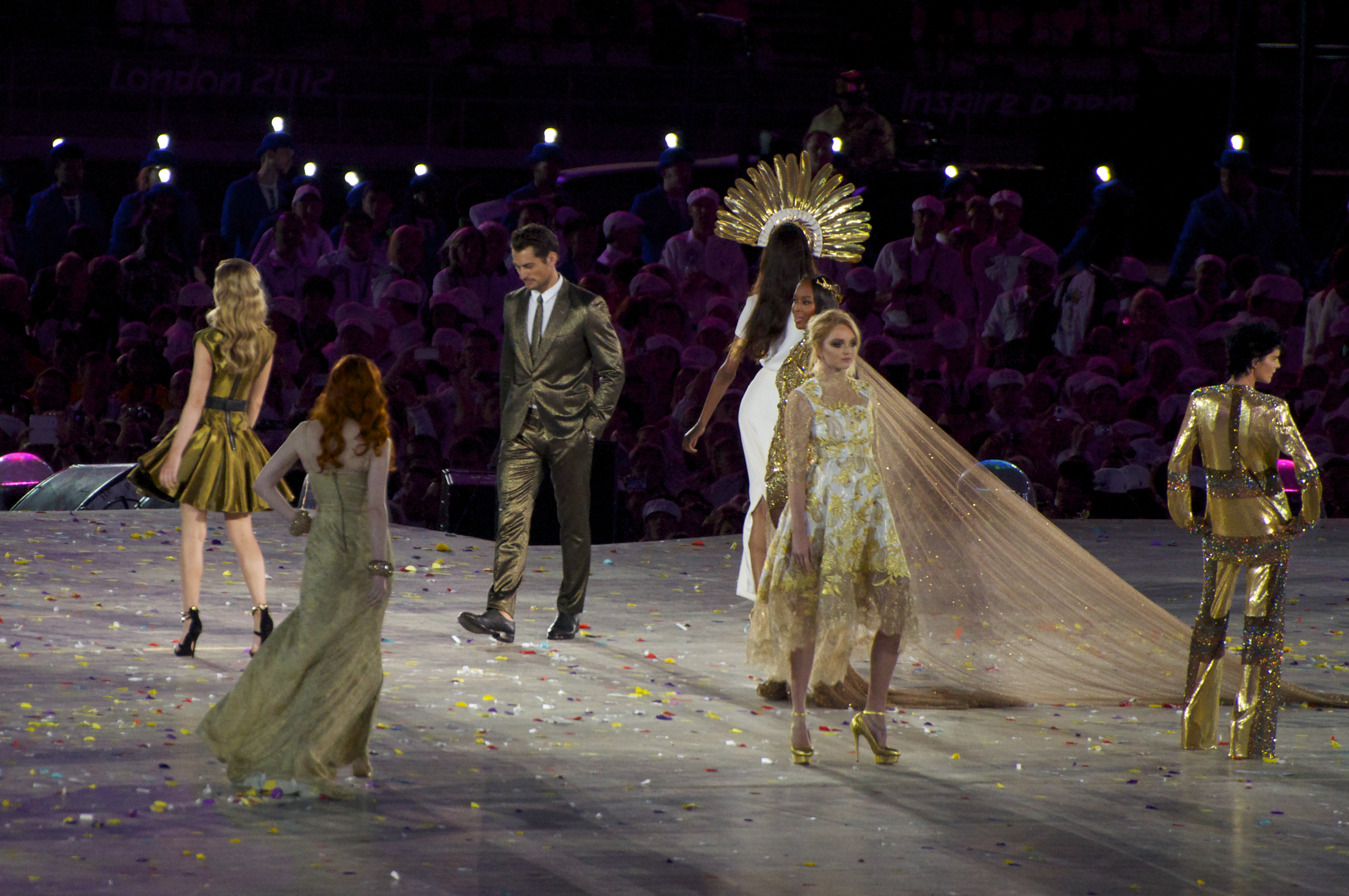
Olimpiadi 2012 - modelli britannici

Nel 2012, è stato descritto su sedici copertine di riviste, diciotto editoriali di moda e ha sfilato per Banana Republic, Lucky Brand Jeans, El Palacio de Hierro e Marks & Spencer. Nel corso della cerimonia di chiusura Estate Olimpiadi 2012, David è stato l'unico uomo a percorrere la Union Jack a forma di passerella, accanto a modelle come Naomi Campbell, Kate Moss, Jourdan Dunn, Lily Donaldson, Georgia May Jagger, Karen Elson e Stella Tennant. Per l'occasione, indossava un abito color oro su misura abito dello stilista britannico Paul Smith.
Nel 2013 viene nominato ambasciatore del noto whisky scozzese Johnnie Walker Blue Label.
Nel 2013, Dolce & Gabbana ha pubblicato la terza versione della campagna del profumo "Light Blue". Ancora una volta, Mario Testino ha filmato la pubblicità e lo spot pubblicitario sul posto nell'isola di Capri,ma questa volta con la modella italiana Bianca Balti nel ruolo femminile.
Nel 2014 appare nel videoclip di First Love, singolo di Jennifer Lopez.

### Altri progetti

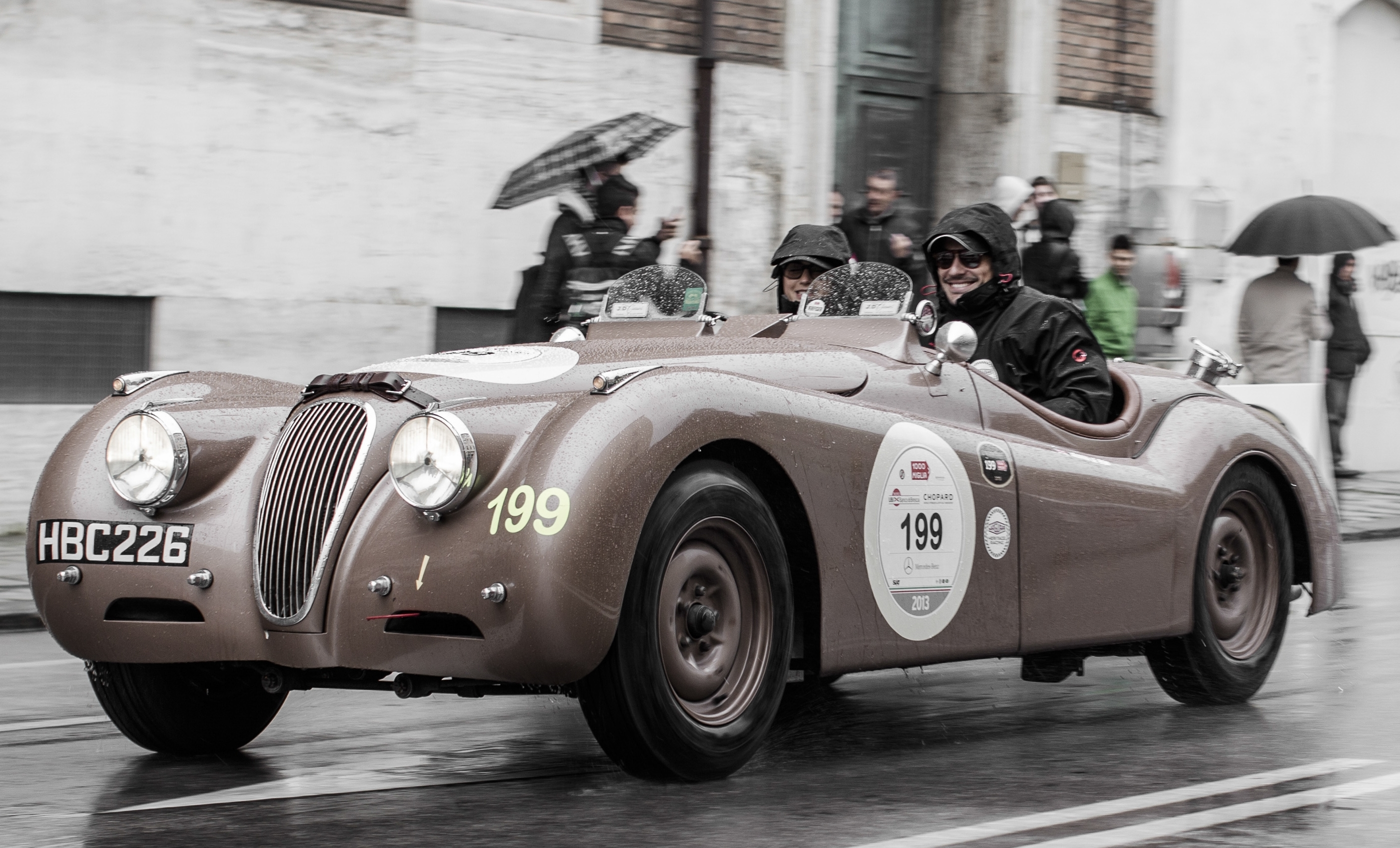
Mille Miglia 2013 - Yasmin LeBon and David Gandy

### Scrittura

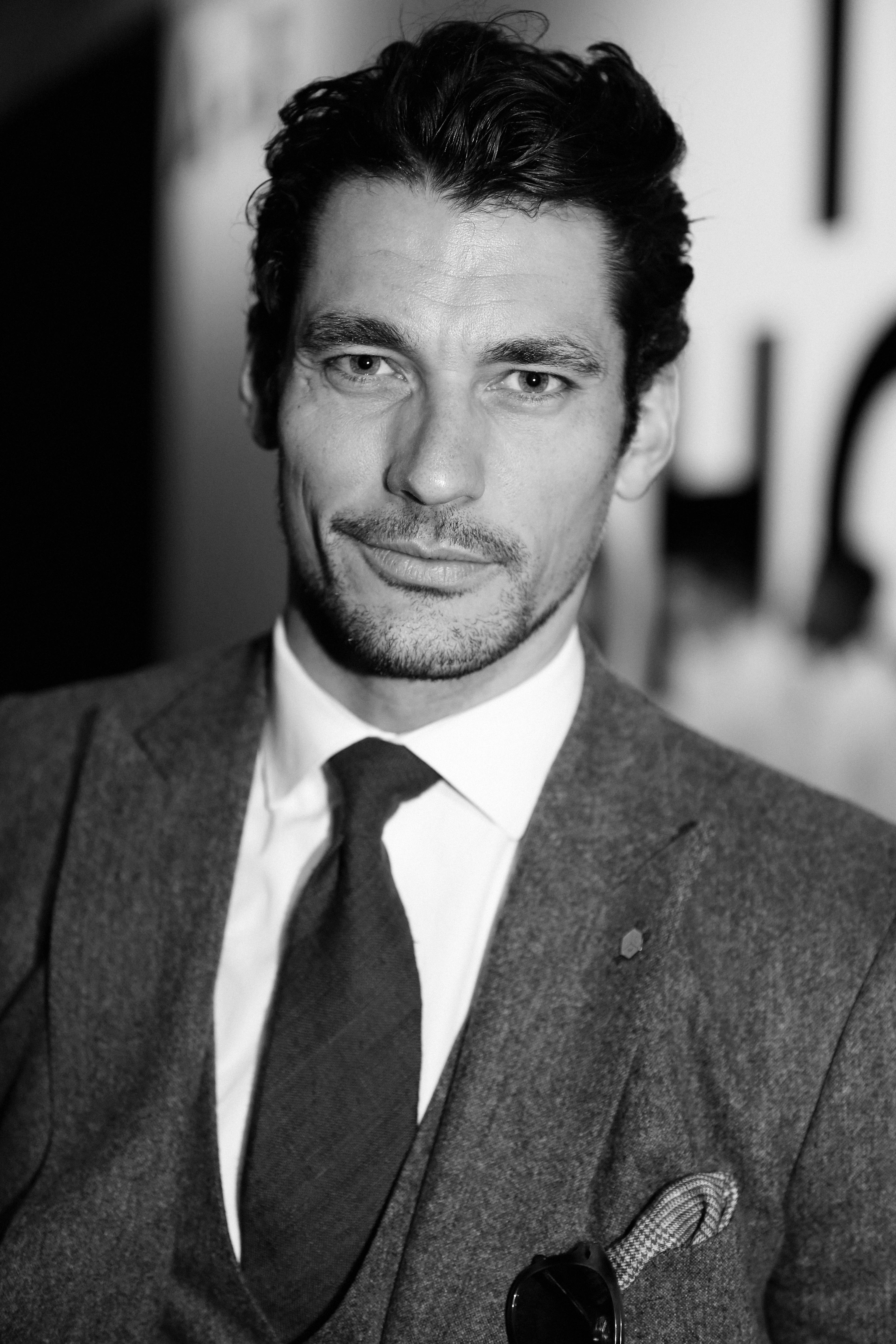
David Gandy